# Hugo Jury
Hugo Jury (ur. 13 lipca 1887 w Mährisch Rothmühl, zm. 8 maja 1945 w Zwettl) – austriacki polityk, nazista, lekarz.
Od 11 marca do 13 marca 1938 roku był Ministrem Administracji w gabinecie Seyss-Inquarta. W maju 1938 roku został Gauleiterem Reichsgau Niederdonau. Od 1940 roku był ponadto gubernatorem, a od 1942 roku również komisarzem obrony Rzeszy dla tego regionu.
Popełnił samobójstwo pod koniec II wojny światowej. Podobno był kochankiem Elisabeth Schwarzkopf.